# باريس تورز 2013
باريس تورز 2013 (بالفرنسية: Paris-Tours 2013)‏ هو سباق دراجات هوائية، وهو الموسم رقم 107 من باريس تورز، وأقيم في 13 أكتوبر 2013 ضمن سباقات طواف أوروبا للدراجات 2013.
فاز بالمركز الأول جون ديجينكولب، وبالمركز الثاني مايكل موركوف، وبالمركز الثالث ارنو ديمار.

## الفائزون
| الترتيب | الفائز        |
| ------- | ------------- |
| الفائز  | جون ديجينكولب |
| الثاني  | مايكل موركوف  |
| الثالث  | ارنو ديمار    |